# انتخابات پارلمان اروپا
انتخابات پارلمان اروپا هر پنج سال از طریق روش حق رای جهانی اجرا می‌شود. از سال ۱۹۷۹ به بعد، تمامی ۷۵۱ نماینده مجلس با رای مستقیم مردم انتخاب شده و راهی مجلس اروپا می‌گردند.

## مشارکت
مشارکت در هر انتخاباتی یکی از مهم‌ترین معیارها برای سنجیدن آن انتخابات است. میزان مشارکت مردم در انتخابات مجلس اروپا از سال ۱۹۷۹ به بعد همیشه رو به نزول بوده و درصد مشارکت کاهش چشمگیری داشته. از انتخابات ۱۹۹۹ نیز درصد مشارکت به زیر ۵۰ درصد کاهش یافته به‌طوری که در بر اساس آمار، میزان مشارکت در انتخابات مجلس اروپا در سال ۲۰۰۹ تنها ۴۳درصد بوده که از ۴۵٫۵درصد مشارکت سال ۲۰۰۴ نیز به پایین‌تر آمده بود. در بریتانیا، مشارکت مردم در این انتخابات ۳۴٫۳درصد بوده که از ۳۸درصد انتخابات قبلی (در سال ۲۰۰۴) کاهش بزرگی را نشان می‌دهد.
|        | ۱۹۷۹ | ۱۹۸۴ | ۱۹۸۹ | ۱۹۹۴ | ۱۹۹۹ | ۲۰۰۴ | ۲۰۰۹ | ۲۰۱۴  |
| ------ | ---- | ---- | ---- | ---- | ---- | ---- | ---- | ----- |
| مشارکت | ۶۳   | ۶۱   | ۵۸٫۵ | ۵۶٫۸ | ۴۹٫۴ | ۴۵٫۵ | ۴۳   | ۴۳٫۰۹ |

میزان مشارکت در انتخابات سال ۲۰۱۴ انتخابات پارلمان به مقدار چند درصد افزایش داشته و از ۴۳٫۰۰درصد در سال ۲۰۰۹ به میزان ۴۳٫۰۹درصد رسیده‌است.